# Puma (entreprise)
Pour les articles homonymes, voir Puma (homonymie).
Puma SE est une entreprise allemande spécialisée dans la fabrication d'articles de sport fondée en 1948 par Rudolf Dassler, frère aîné d'Adolf Dassler (le fondateur d'Adidas), et basée à Herzogenaurach en Bavière. La famille Pinault, à travers les sociétés Artémis et Kering, était l'actionnaire majoritaire de 2007 jusqu'à son désengagement important entre 2018 et 2021.
Connue comme « la marque au félin bondissant » et présente dans plus de 120 pays, Puma est le troisième équipementier sportif dans le monde derrière Nike et Adidas.

## Historique de la société

### Origine
Les frères Dassler, Adolf et Rudolf, qui avaient fondé avant la Seconde Guerre mondiale une entreprise de fabrication de chaussures, la « Schuhfabrik Gebrueder Dassler » (fabrique de chaussures des frères Dassler), se brouillent et se séparent en 1948. Adolf fonde alors Adidas, sur la base de son surnom « Adi » et de la première syllabe de son nom de famille, « Das », tandis que son frère Rudolf fonde quant à lui la marque sportive Puma, un nom prononçable dans toutes les langues.
En 1949, Rudolf Dassler transforme sa société en commandite en société anonyme pour l'introduire sur les bourses de Munich et de Francfort afin de lever des fonds, Puma perdant des parts de marché devant Adidas, son rival européen, et surtout sur ses nouveaux concurrents mondiaux Reebok et Nike.
En 1974, Armin Dassler (1929-1990) et son jeune frère Gerd (1939-2020) reprennent la direction de Puma après le décès de leur père.
En raison d'un cancer, Armin Dassler vend en 1989 ses parts dans la société Puma au groupe commercial Cosa Liebermann SA .
Armin Dassler a eu trois fils. Les fils aînés Frank (1956-2020) et Jörg Dassler (* 1957) étaient actifs chez Puma jusqu'à la vente de l'entreprise . Frank Dassler a ensuite rejoint Adidas .
L'« action Becker » (du nom de Boris Becker) chute, si bien que la Deutsche Bank prend le contrôle de la société et évince Armin Dassler.

### XXIesiècle

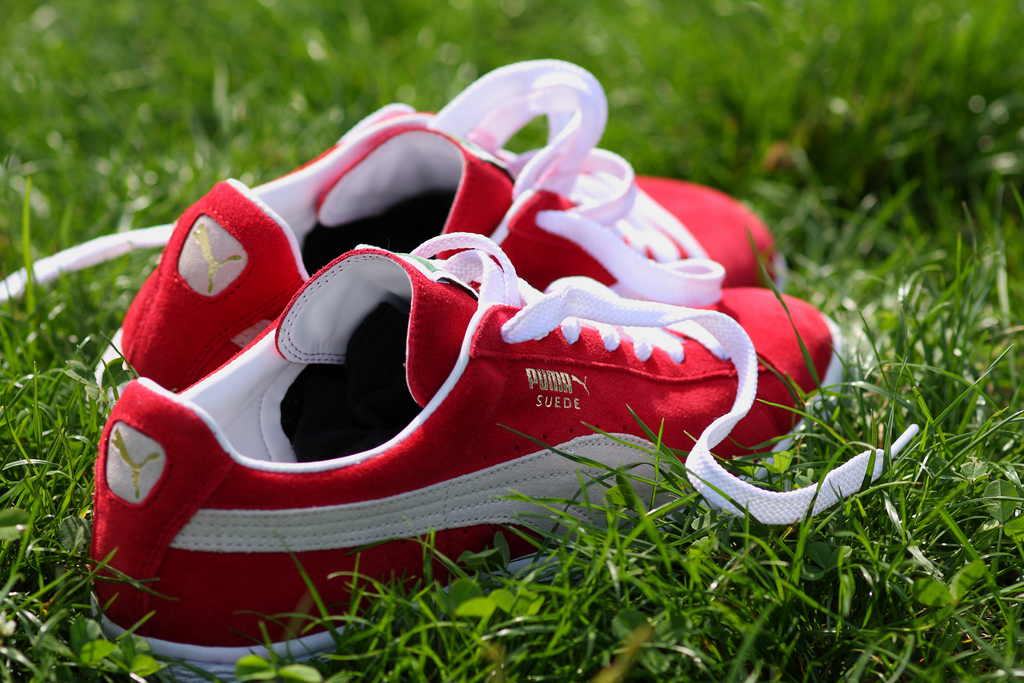
La chaussure Puma en.

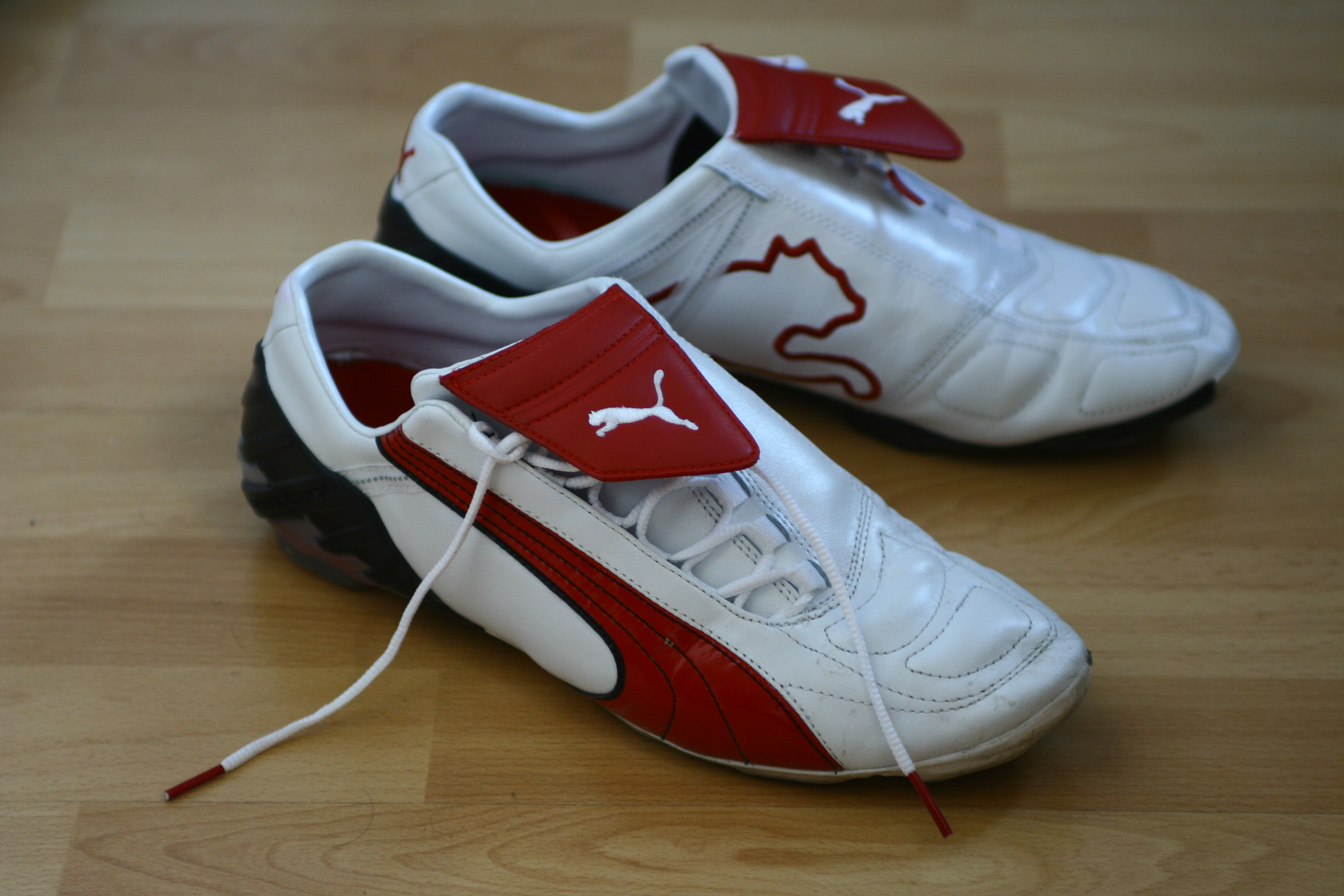
Une paire de chaussures Puma.

Depuis 2003, Puma est le sponsor officiel de l'équipe nationale italienne de football et de l'athlète jamaïcain Usain Bolt, sextuple champion olympique et huit fois champion du monde sur les distances des 100 et 200 mètres.
En 2007, le groupe PPR (qui deviendra Kering) prend une participation dans l'entreprise à hauteur de 27,1 %. Elle sera augmentée la même année et portée à plus de 75 % quatre ans plus tard,.
En 2010, la société rachète la marque américaine Cobra Golf.
En 2011, la marque relève un défi[non neutre] lancé par le groupe de défense de l’environnement Greenpeace consistant à « faire une cure de détox ». L'entreprise s'est engagée à lutter contre l’utilisation et les rejets de produits toxiques dans sa chaîne de production. La décision de Puma est intervenue deux semaines après que Greenpeace ait lancé son rapport « Linge sale » (Dirty Laundry) identifiant des liens commerciaux entre des marques majeures de vêtement, dont Nike, Puma et Adidas et des fournisseurs responsables du rejet de produits chimiques dangereux dans les fleuves chinois.
Au 1er juillet 2014, Puma devient le sponsor officiel d'Arsenal pour 5 ans avec un montant 38 millions d'euros par an, ce qui est le plus gros contrat de sponsoring décroché par la marque, lui permettant ainsi de rivaliser avec ses concurrents Adidas et Nike.
Après plusieurs années de positionnement stratégique axé sur les produits « Sport et LifeStyle », l'entreprise recentre ses objectifs sur les produits « Sport, Performance » et le football,.
En juin 2016, Puma subit un revers médiatique, lorsque, durant la rencontre France-Suisse de l'Euro 2016 de football, six maillots des joueurs de l'équipe suisse se déchirent en pleine action. Réagissant rapidement, la marque admet être responsable de l'impair, et parle d'un « défaut de fabrication »,, indiquant qu'il y a eu « un lot de matériel dont la trame a été endommagée pendant le processus de production, aboutissant à une fragilisation du vêtement final. Cela peut arriver, si la combinaison de chaleur, de pression, et de temps n'est pas bien contrôlée lors de la production ». La marque indique en outre avoir fait l'inventaire de tous les maillots fournis aux équipes de cet Euro qu'elle sponsorise, et assure que « un incident aussi malencontreux ne se reproduira pas »
En 2018, Kering distribue, sous forme de dividendes en nature, 70,4 % des actions Puma qu'il possède aux actionnaires de son groupe (distribution d'actions) pour se concentrer sur le luxe. En 2021, le désengagement de Kering et du groupe Artemis porte le niveau actionnarial flottant à 66,1 %.

## Identité visuelle
|                                                                                        |  |  |
| Historique des logos de l'entreprise et logo actuel en vigueur depuis les années 2000. |  |  |

## Produits
Les produits sont principalement vendus sous les marques « Puma », « Cobra » et « Tretorn (sv) »
- Chaussures : elles représentent 46,47 % du chiffre d'affaires de l’entreprise en 2021[24].
- Vêtements : ils représentent 36,91 % du chiffre d'affaires de l’entreprise en 2021.
- Accessoires (ballons, sacs, lunettes) : ils représentent 16,62 % du chiffre d'affaires de l’entreprise en 2021.

## Équipementier officiel

### Football

#### Équipes nationales

##### Afrique
- Côte d'Ivoire[25]
- Égypte[26]
- Ghana[27]
- Guinée[28]
- Maroc[29]
- Sénégal[30]

##### Europe
- Autriche[31][source insuffisante]
- Islande[32]
- République Tchèque[33][source insuffisante]
- Suisse[34]
- Portugal

##### Asie
- Bahreïn[35]

#### Clubs

##### Europe
- Borussia Dortmund[36]
- Borussia Mönchengladbach[37]
- Eintracht Brunswick[38]
- FC Ingolstadt 04[39]
- Greuther Fürth[40][source insuffisante]
- 1. FC Heidenheim 1846[41]
- Manchester City[42]
- West Brom[43]
- Barnsley FC[réf. nécessaire]
- Northampton Town FC[44]
- Oldham Athletic[45]
- Fleetwood Town FC[46]
- Blackpool FC[47]
- Notts County FC[48]
- Stockport County FC[49]
- Port Vale FC[50]
- Peterborough United[51]
- Wigan Athletic
- Rapid Vienne[52]
- Valencia CF[53],[54]
- Girona CF[55][source insuffisante]
- Deportivo Alavés[56]
- Club Deportivo Lugo[57]
- KÍ Klaksvík
- Olympique de Marseille[58]
- RC Lens[59]
- Stade rennais FC[60]
- Amiens Sporting Club[61]
- US Raonnaise[62]
- SO Romorantin
- Aviron bayonnais FC
- Stade de Reims[63][source insuffisante]
- PAS Giannina [réf. souhaitée]
- AC Milan[64]
- Palermo FC[réf. souhaitée]
- Parma Calcio 1913[65]
- U.S. Sassuolo[66]
- PSV Eindhoven[67]
- Sporting Braga[68]
- Dynamo Moscou[69]
- BK Häcken[70][source insuffisante]
- Mjällby AIF[71]
- FC Saint-Gall[72]
- Slavia Prague[73][source insuffisante]
- Belediye Derincespor
- Fenerbahçe SK[74]
- Chakhtar Donetsk[75]
- Metalist 1925 Kharkiv
- Zorya Louhansk[source secondaire souhaitée]

##### Afrique
- USM El Harrach
- MC Alger[76]
- Kabwe Warriors

##### Amérique du Sud
- Independiente
- Bolívar
- Wilstermann
- Bahia
- Palmeiras
- RB Bragantino
- Universidad Católica
- LDU Quito[77]
- Cerro Porteño
- Libertad
- Sporting Cristal
- Montevideo City Torque
- Peñarol
- Zamora FC

##### Asie
- Al-Hilal FC[78]
- Mumbai City FC
- Pohang Steelers

### Basket-ball

#### Clubs

##### Europe
- Cholet Basket[79]
- Chorale Roanne Basket[80]
- Le Mans Sarthe Basket[81]
- Metropolitans 92[82]
- Poitiers Basket 86[83]
- Tango Bourges Basket[84]
- Maccabi Tel-Aviv[85]

### Handball

#### Équipes nationales
- Allemagne (féminine)
- Allemagne (masculine)
- Danemark (féminine)
- Danemark (masculine)

#### Clubs

##### Europe
- Montpellier Handball (2018/07 – 2026)[86],[87]
- HB Plan-de-Cuques (2022/07 – 2025)[88]
- Caen Handball (2019/08 –)[89]
- Frontignan Thau Handball (2019/06 – 2022)[90]
- Stella Saint-Maur Handball (2021/06–)[91]

## Galerie d'images

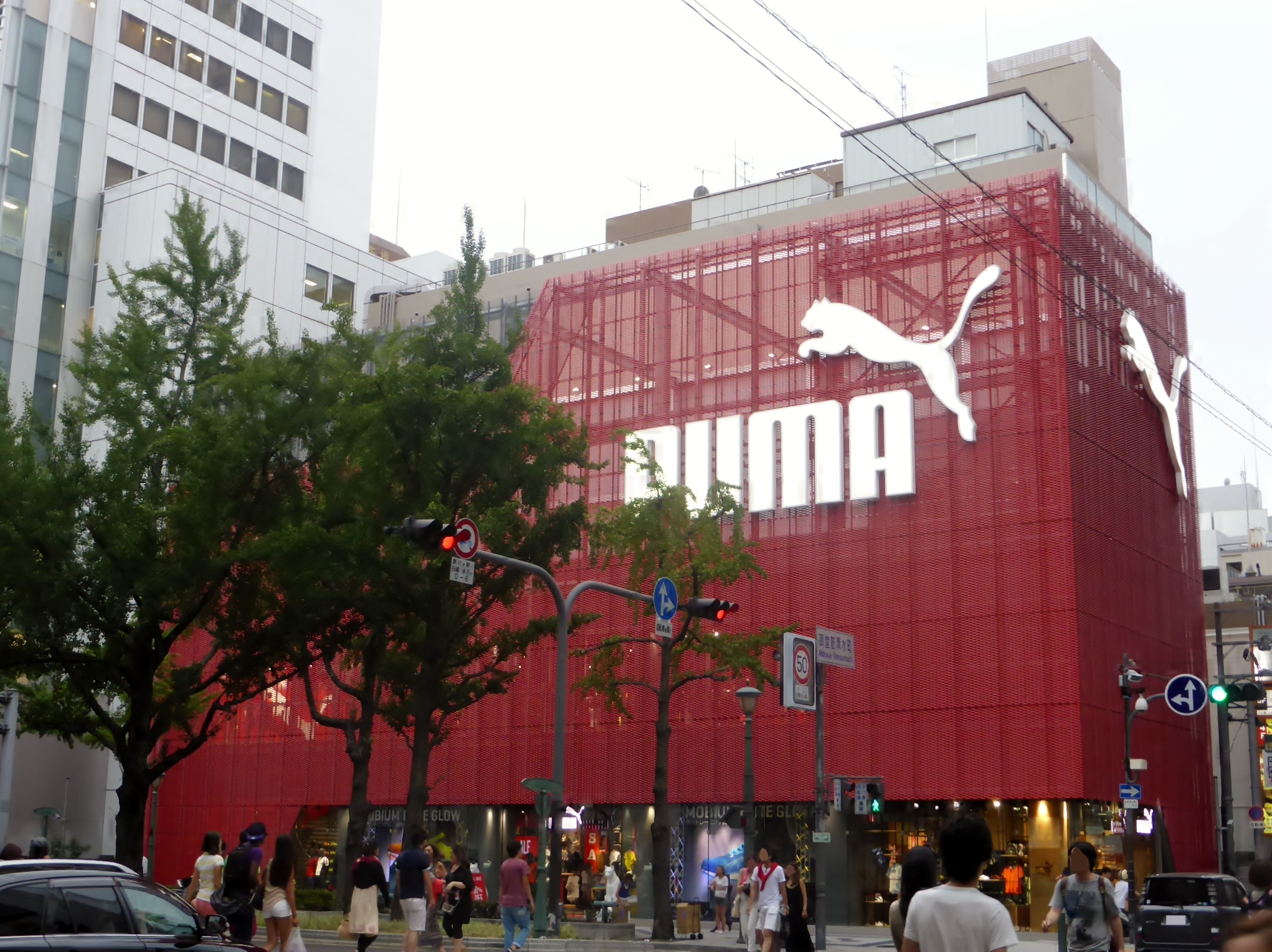
Magasin Puma à Osaka
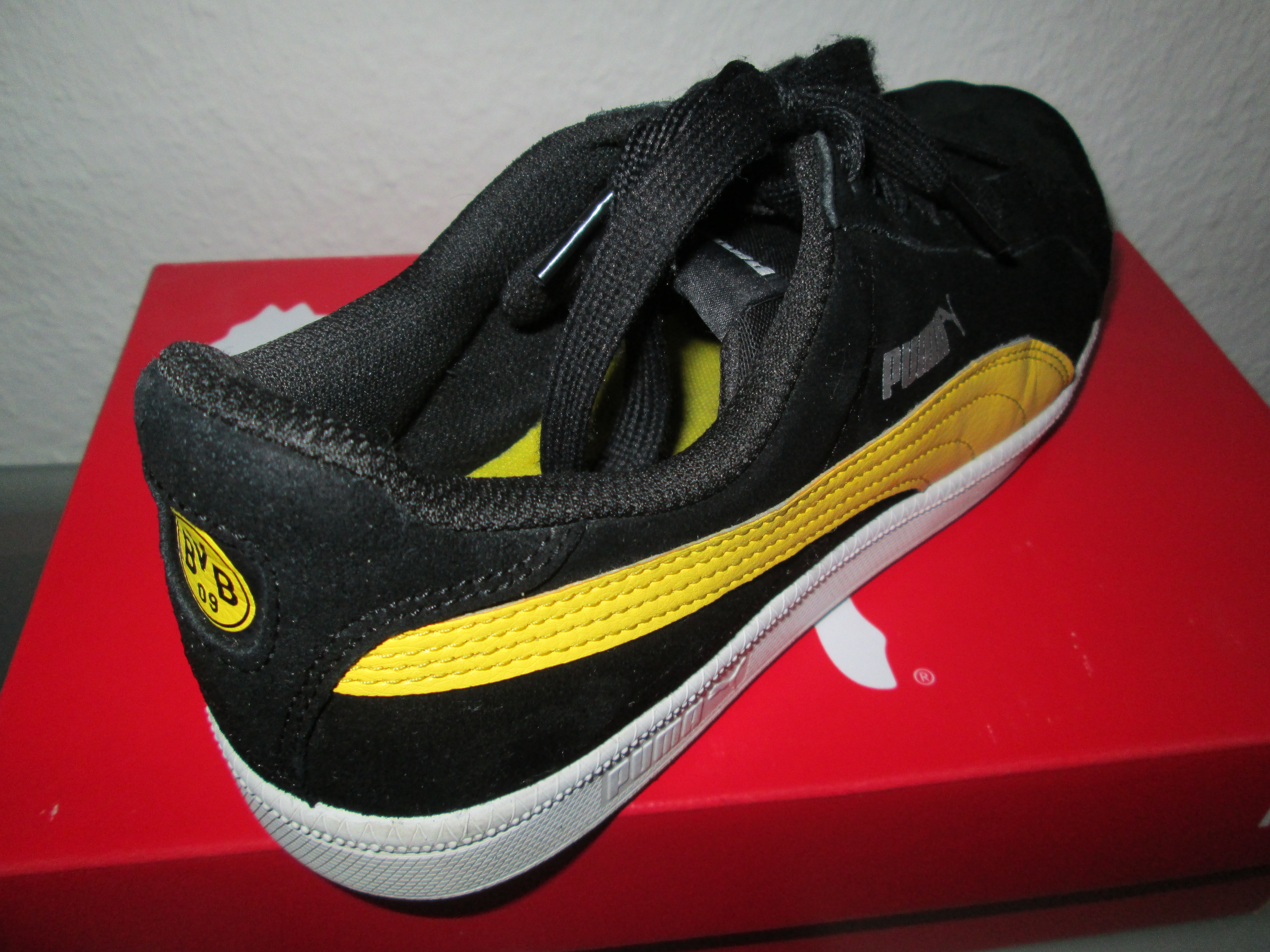
modèle de chaussure Smash BVB Suede
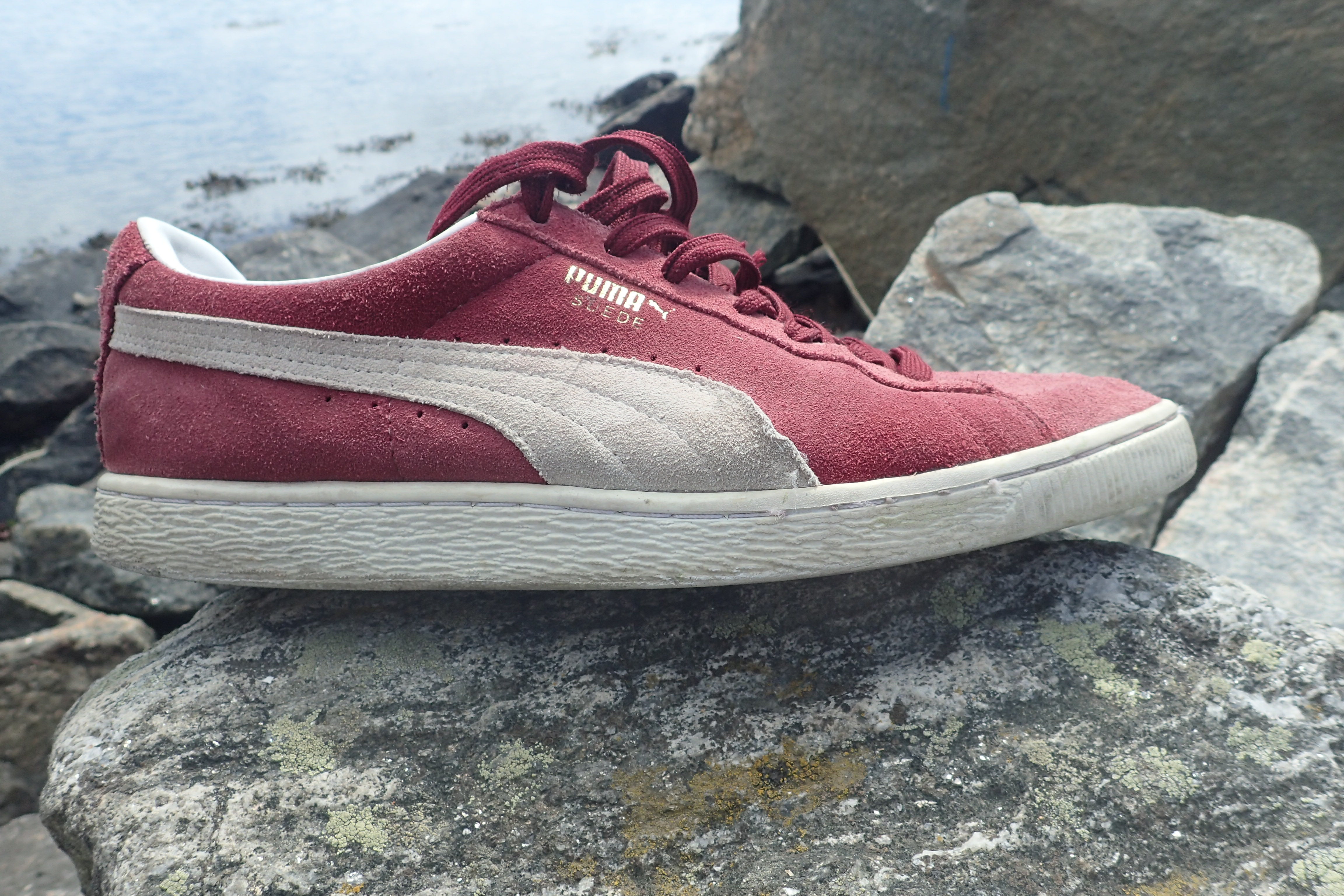
modèle de chaussure Suede
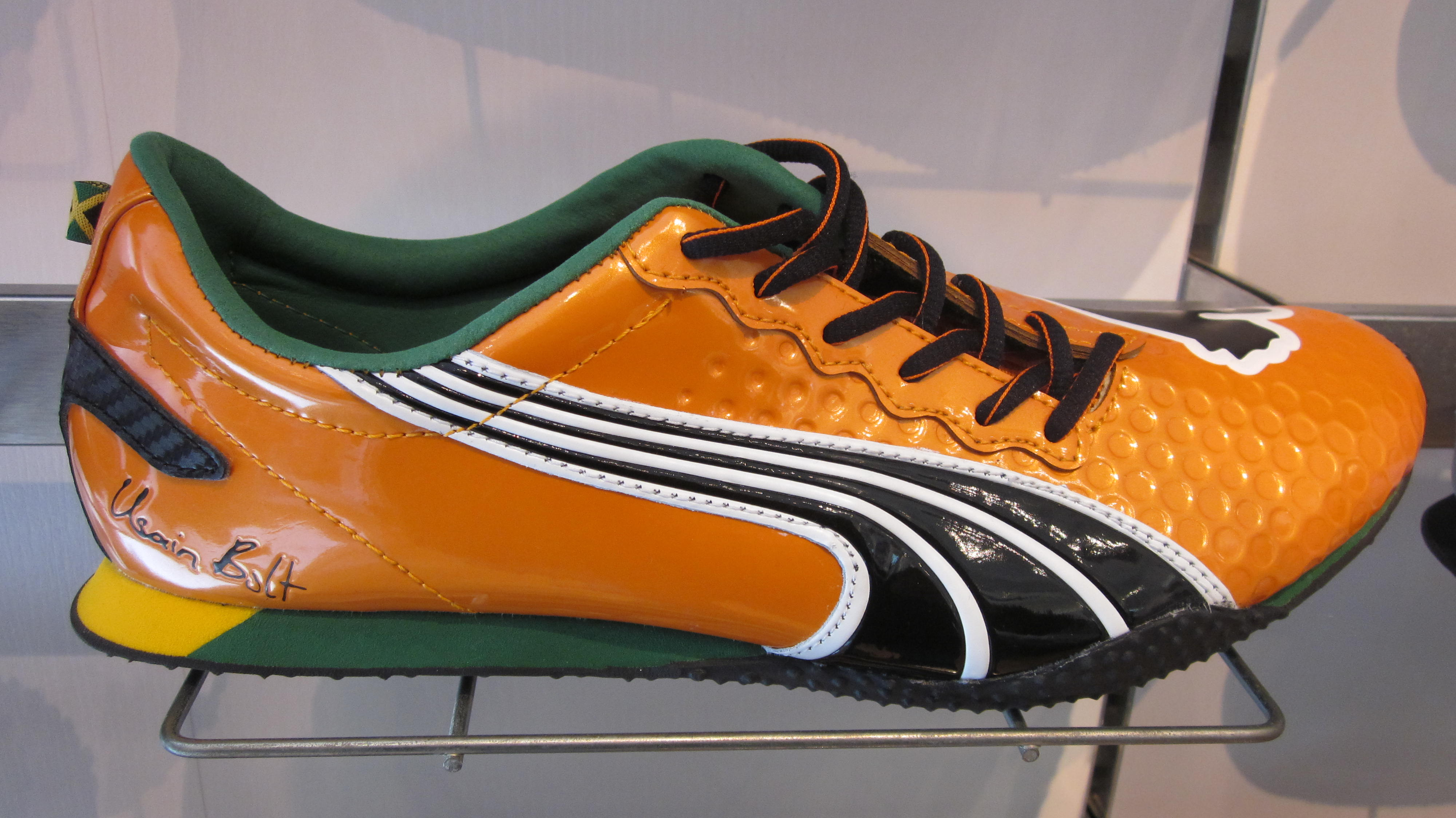
Modèle de chaussure Street Yam signé Usain Bolt
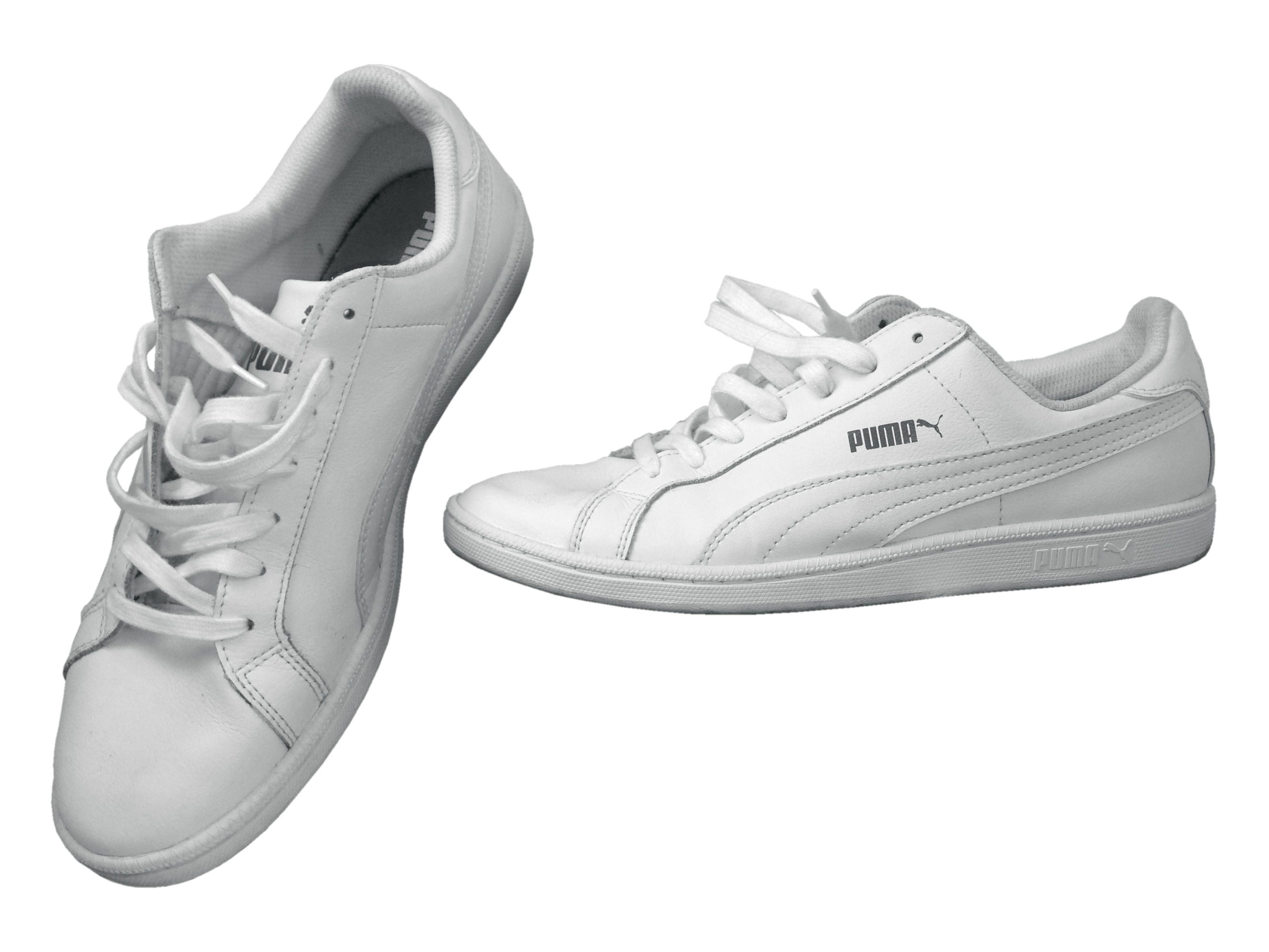
Chaussure de tennis classique de Puma
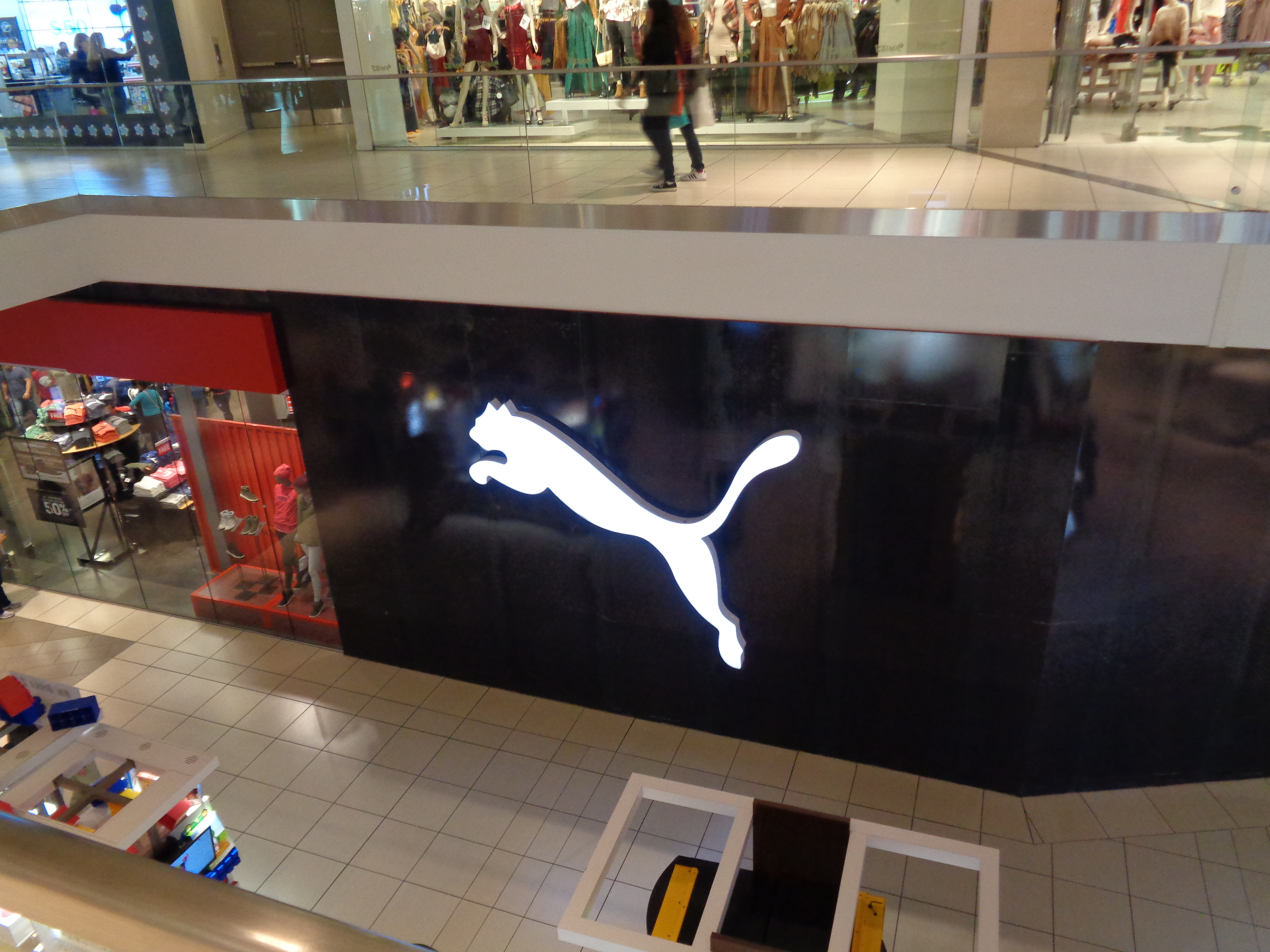
Magasin Puma à Elizabeth
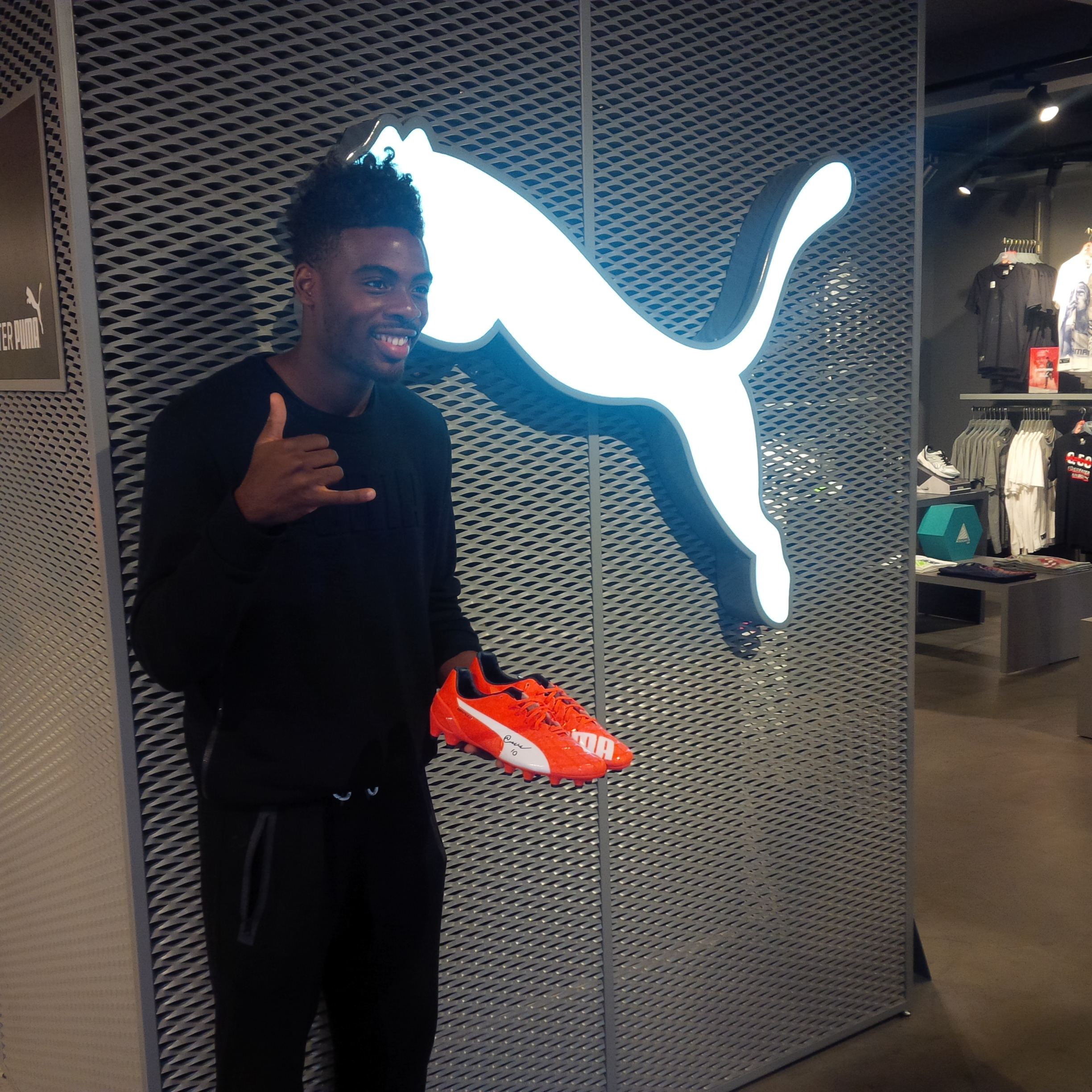
Nathan Oduwa devant le logo Puma
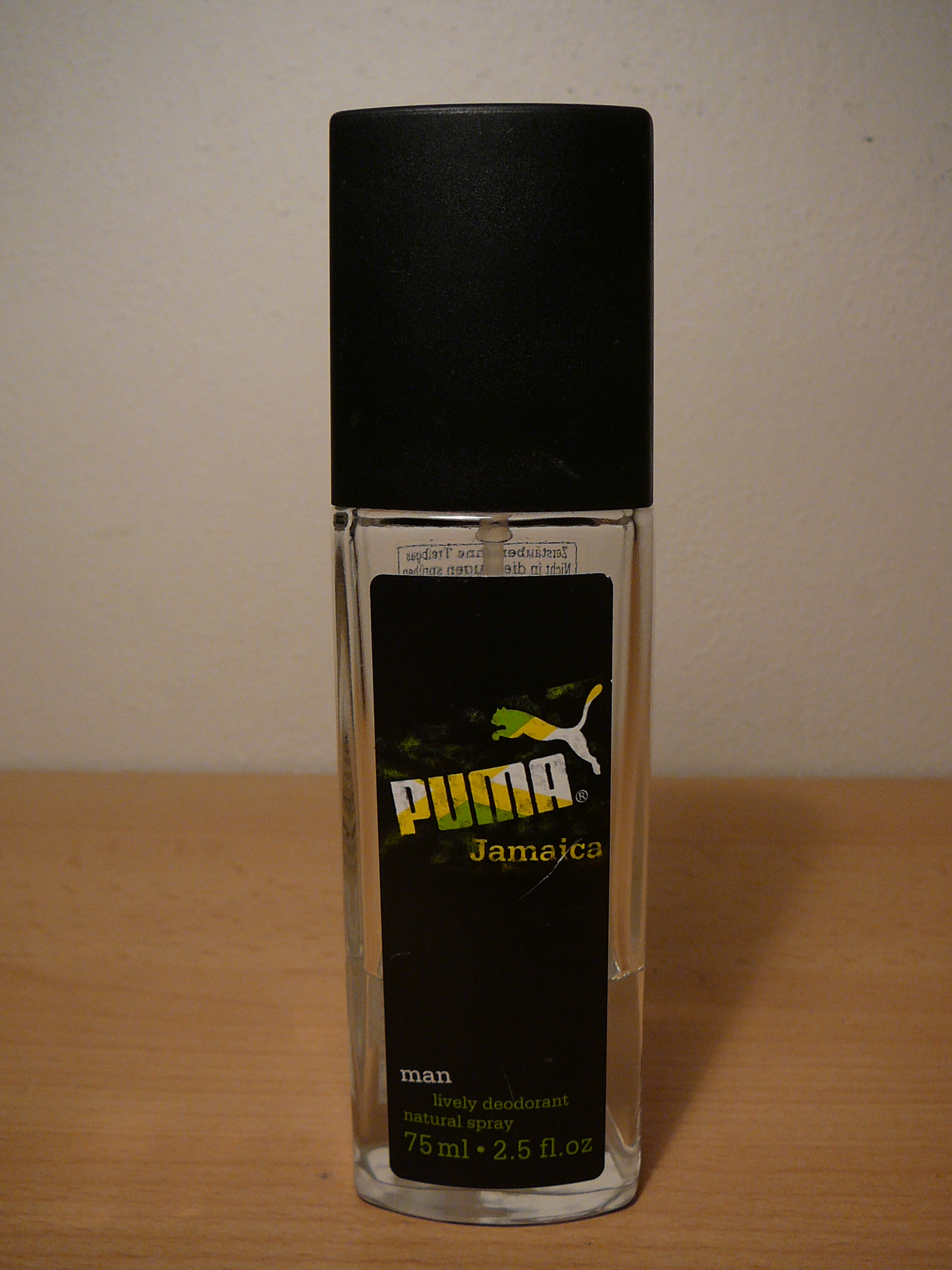
Cosmétiques pour hommes Puma
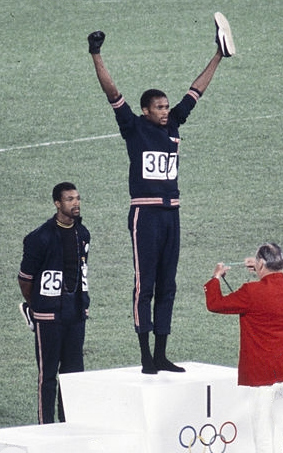
Tommie Smith avec le modèle de chaussure Suede, 1968